# 二地域居住
二地域居住（にちいききょじゅう）とは、都会に暮らす人が、週末や、一年のうちの一定期間を農山漁村で暮らすもの。団塊の世代のリタイアで、都市住民に広がることが予想されている生活様式。二拠点生活（にきょてんせいかつ）、デュアルライフとも。
田舎で暮らす期間としては、年間「1～3か月連続」あるいは「毎月3日以上で通算一ヶ月以上」などがある。2005年に国土交通省の研究会が提唱し、同省では国土計画の中に取り上げていきたい考えを示している。観光客などが一時的に滞在する観光等の「交流人口」と「定住人口」の中間的な考え方と位置づけられる。

## 概要
- 人数

2005年の国土交通省の研究会報告によると、都市住民へのアンケートと将来推計人口をもとに「大胆な仮定」（同省発表文による）のもとで、二地域居住者は2005年で約100万人（都市人口比：2.5％）。2010年にはで約190万人（同4％）、2020年で約680万人（同17％）、2030年で約1080万人（同29％）となることを同研究会では見込んでいる。
- パターン

季節居住（別荘、避暑・避寒など）、週末居住、いわゆる「金帰月来」、夫婦別居、テレワークなどさまざまな形が考えられる。
このなかから、本格的に田舎暮らしに落ち着いたり、就農、地方での起業等に結びつく場合も考えられる。
- 類似の概念

類似の考え方に基づくものとしては、リゾート開発構想はなやかなりし頃から「マルチハビテーション」（略してマルハビ、直訳すれば多地域居住）がアイデアとして提唱され総務省を中心に推進された。その後情報技術の進展とともに「テレワーク」等も提唱された（これもどちらかというと総務省主導）。総務省においては、現在、観光・交流の視点から、こうした概念を統合・再構築し「交流居住」として施策を展開している。
今回の「二地域居住」は、団塊の世代のリタイアに焦点を当てているのが特徴である。

## 半定住と二地域居住

### 用語としての「半定住」の端緒
用語としては「半定住」のほうが先とみられる。
2002年の国の懇談会において、森巖夫（明海大学教授）は「これからは『半定住』が重要である。半定住とは、仕事や生活の段階に応じて都市に住んだり、地方に住んだりすることである」と述べている。
地方自治体でも、「半定住」の促進を掲げる例が増えている（「定住」を政策として推進することを放棄したわけではない）。
- 県レベル

富山県の「未来とやま戦略アクションプラン」（中間とりまとめ案、2006年4月26日）ではより具体的に、『ときどき(週末)富山県民』の掘り起こしとコーディネートとして、首都圏居住者が、週末や連休を富山県でスポーツなどの活動をする、「ときどき富山県民」へのアプローチに取り組む。（体験型半定住人口の掘り起こし）
同県では、2006年度の政策予算の資料で、半定住を「首都圏等と地方の両方に家を持つマルチハビテーション、長期滞在、週末毎などの反復滞在を指す。」と定義づけている。
- 市町村レベル

鹿児島県加世田市の地域再生計画の中にも「交流人口・半定住人口の拡大と新たな雇用確保を図り…」と、交流人口と並んで半定住を取り上げられている。

### 二地域居住との相違
2004年度の国土交通省・農林水産省の「半定住人口による多自然居住地域支援の可能性に関する調査」では「半定住」ではなく、「二地域居住」という用語を前面に出している。同報告書で、「議論の過程で、当初の『半定住』という名称を『二地域居住』へと変更」したとある。報告書表紙もメインタイトルは「二地域居住」を掲げているが、調査事業名としては「半定住」を用いている。
同報告書では、二地域居住を「都市住民が年間で1ヶ月以上の中長期、あるいは定期的・反復的に、農山漁村等の同一地域に滞在する」と規定している。

さらに具体的に、次のように定義している。
二地域居住の定義：「二地域居住」とは、都市住民が、本人や家族のニーズ等に応じて、多様なライフスタイルを実現するための手段の一つとして、農山漁村等の同一地域において、中長期（1～3ヶ月程度）、定期的・反復的に滞在すること等により、当該地域社会と一定の関係を持ちつつ、都市の住居に加えた生活拠点を持つこと。
セカンドハウスは含むが、避暑・避寒は含まない。
なお、同調査における二地域居住人口の推計の前提として、ここでいう都市とは人口30万人以上の都市（特例市要件）を指す。

### 4つの人口へ
先の国土交通省の報告では、定住人口、交流人口、二地域居住に、さらにインターネット住民等の「情報交流人口」を加え、「4つの人口」と呼んでいる。

## 意義
先の国土交通省の研究会によると次のとおり。
1. 都市住民は、「こころの時代」の多様なライフスタイルを農山漁村で創造することが可能。
2. 都市生活では難しかったプライベートな書斎やアトリエ、音楽演奏室等の所有が実現。
3. 農山漁村の側でも、一定規模の消費需要、住宅需要等を創出、地域コミュニティ活動や地域文化活動等の新たな担い手の増加。
4. 様々なケア等の生活面や震災等の災害に対するセーフティー・ネット（安全網）の役割。

## 問題点
- 住居

二地域で居住するためにはそれぞれの地域で住居を持つことになるが、たとえ賃貸にせよ、それだけの資力がある人がどれくらいいるかという問題が大きい。空き家等は農山漁村にたくさんあるという調査も有るが、たとえ数年に一度の墓参り程度にしか立寄らない家にしても他人には貸したがらない人が大半である。
また、住むにしても農山漁村ではなく、なるべく都市部に近いところに住みたいとの希望が現実には多い。なるべく都市の生活利便性を犠牲にはしたくないとの意向である。
- 交通費

二地域を行き来するための交通費も現実的な問題である。
- 徴税など社会制度

技術的には、住民登録制度等との関係、どちらの地域で個人住民税等を課税するか（またはどういう比率でシェアリングするか）などの問題がある。現在の社会制度は「一地域居住」を前提としているからである。
- 介護等

夫婦どちらか又は両方が介護を要するようになった場合に、二地域居住という自由な形を続けられなくなる。現実に、どの地域で介護サービスを受けるかも問題。
- 行政施策としての妥当性

以上のように問題点も多い。また行政が政策として唱導することには疑問も寄せられている。例えば、週刊ダイヤモンド2006年7月22日号では「新シルバーコロンビア計画」と批判的に紹介されている。